# Harvest Records
Harvest Records je britské hudební vydavatelství, patřící pod EMI, založené v roce 1969. Specializuje se na progresivní rock.

## Umělci
- Edgar Broughton Band
- Kevin Ayers
- Syd Barrett
- Richard Brautigan
- Climax Blues Band
- Deep Purple
- Duran Duran
- Electric Light Orchestra
- Focus
- David Gilmour
- The Gods
- Roy Harper
- Iron Maiden
- Jon Lord
- Love
- Dave Mason
- Nick Mason
- The Move
- Bill Nelson's Red Noise
- Pink Floyd
- Eberhard Schoener
- Scorpions
- Soft Machine
- Tom Robinson Band
- Ike & Tina Turner
- Roger Waters
- Richard Wright